# Coletinia hernandoi
Coletinia hernandoi es una especie de insecto zigentomo cavernícola de la familia Nicoletiidae. Es endémica del noreste de la península ibérica (España).